# Południowe Tang
Południowe Tang (chiń. 南唐; pinyin Nán Táng) – krótkotrwałe państwo w centralnych Chinach, jedno z Dziesięciu Królestw.
W 937 Xu Zhigao, pasierb Yang Xingminga, władcy państwa Wu, obalił czwartego władcę Wu i ustanowił własne państwo, ogłaszając się potomkiem rodziny Li, czyli rodu cesarskiego dynastii Tang. Zmienił swoje nazwisko na Li Bian, a nazwę państwa z Wu na Południowe Tang. Królestwo obejmowało południe dzisiejszych prowincje Anhui i Jiangsu, większość Jiangxi oraz fragmenty wschodniego Hunanu. Jego syn rozbudował stolicę w Jingling i prowadził agresywną politykę, podporządkowując sobie państwa Chu i Min, ale w 958 musiał uznać się za lennika Późniejszej dynastii Zhou. Jego syn, Li Houzhu, ostatni władca Południowego Tang, podporządkował się formalnie dynastii Song, ale kontynuował zarządzanie swoimi terenami (był też znanym mecenasem sztuki). W 975 siły songowskie najechały i ostatecznie unicestwiły królestwo Li Houzhu, a on sam został trzy lata później otruty na polecenie dworu songowskiego.
| Imię świątynne                                        | Imię pośmiertne | Nazwisko i imię        | Okres panowania | Ery panowania                                                                        |
| ----------------------------------------------------- | --------------- | ---------------------- | --------------- | ------------------------------------------------------------------------------------ |
| Xu Zhigao (徐知誥 Xú Zhīgào) lub Lie Zu (烈祖 Liè Zǔ) | nie używane     | Li Bian (李昪 Lǐ Biàn) | 937-943         | Shengyuan (昇元 Shēng Yuán) 937-943                                                  |
| Zhongzhu (中主 Zhōngzhǔ)                              | nie używane     | Li Jing (李璟 Lǐ Jǐng) | 943-961         | Baoda (保大 Bǎodà) 943-958 Jiaotai (交泰 Jiāotài) 958 Zhongxing (中興 Zhōngxīng) 958 |
| Houzhu (後主 Hòuzhǔ) lub Książę Wu (吳王 Wú wáng)     | brak            | Li Yu (李煜 Lǐ Yù)     | 961-975         | ---                                                                                  |